# Chimarra obscura
Chimarra obscura là một loài Trichoptera trong họ Philopotamidae. Chúng phân bố ở miền Tân bắc.